# Spathoglottis plicata
Espèce
Classification phylogénétique
Spathoglottis plicata est une espèce de plantes à fleurs de la famille des Orchidaceae qui se rencontre aux Philippines, en Thaïlande, en Malaisie, en Australie et sur certaines îles du Pacifique, notamment la Nouvelle-Calédonie.

## Description

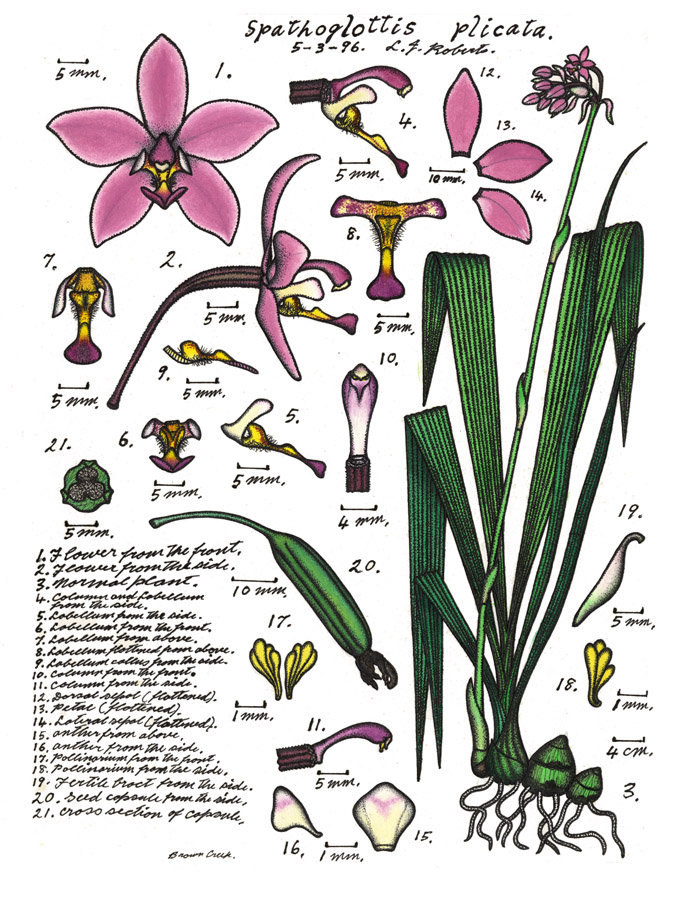
Planche descriptive de Lewis Roberts, Orchids of far north-eastern Queensland (1995-2003).

### Aspect général
La plante atteint 80 centimètres de haut.

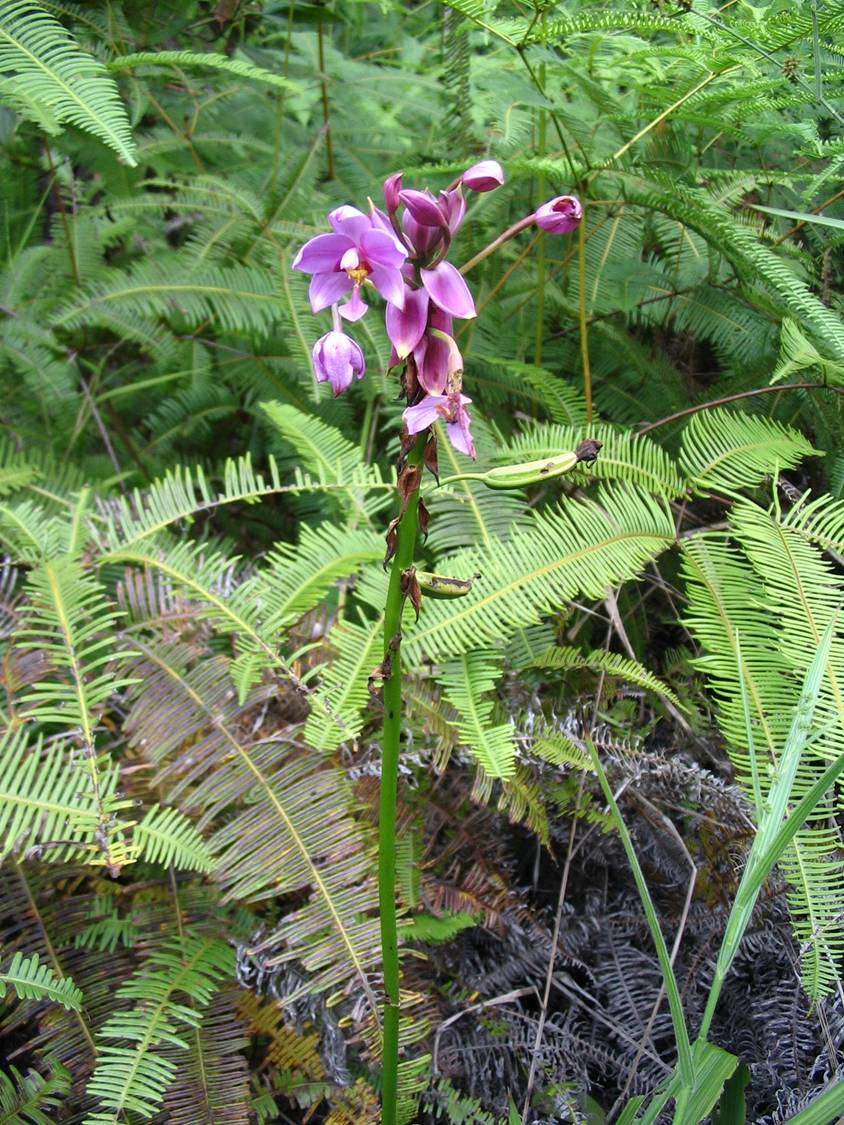
Spathoglottis plicata dans une trouée forestière en Malaisie péninsulaire.

### Feuilles
Les feuilles sont longues et plissées.

### Fleurs

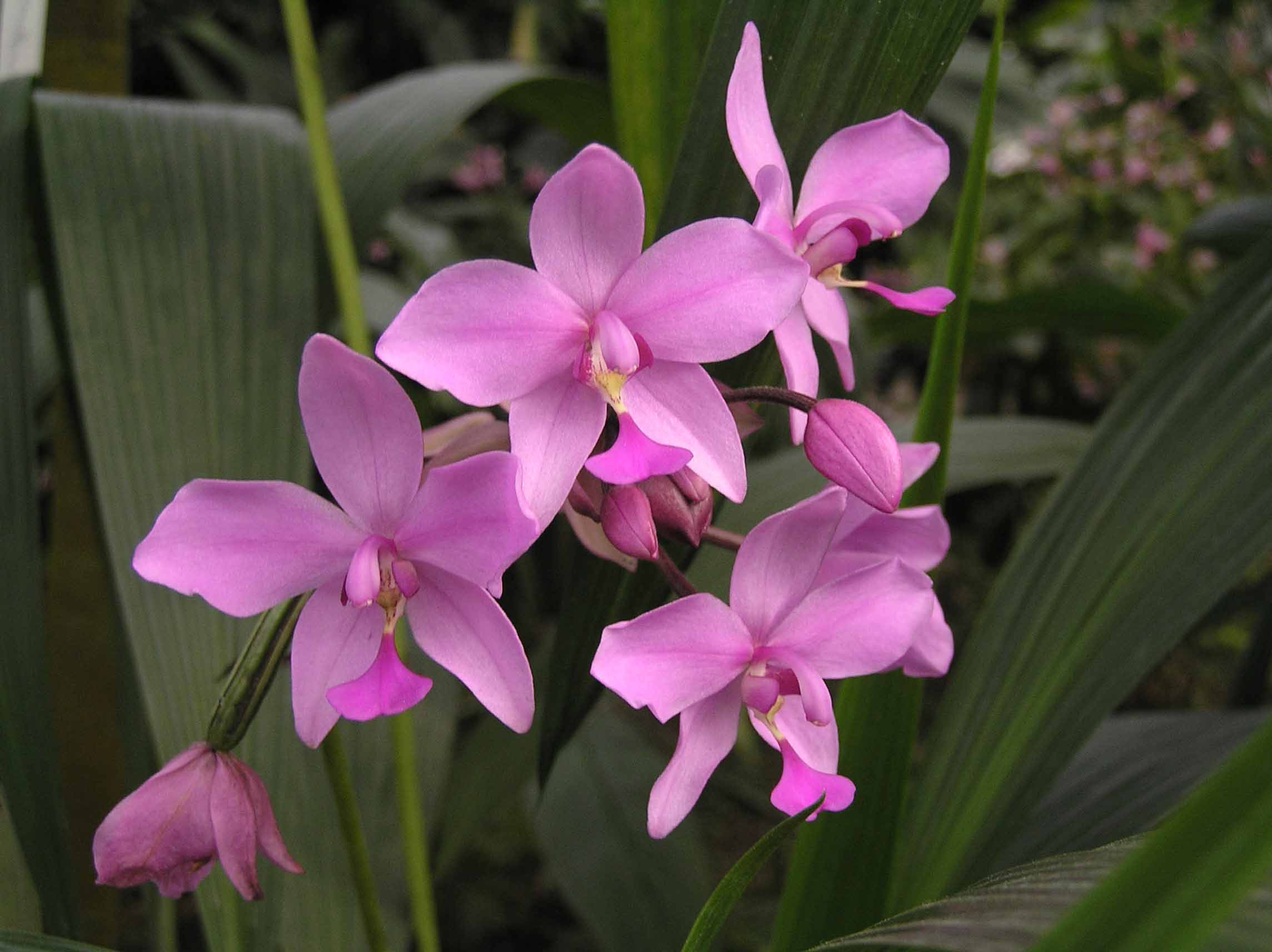
Spathoglottis plicata à l'exposition horticole Royal Flora Ratchaphruek, en Thaïlande.

Les fleurs sont disposées en grappes, inodores, de couleur rose à lie-de-vin plus ou moins lavé de blanc. La floraison a lieu toute l'année.